# 佩拉吉切沃
佩拉吉切沃（塞尔维亚语：／），是波斯尼亚和黑塞哥维那实体之一塞族共和國的市镇。市镇面积为122.49平方公里，2013年人口数量为5,220人，其中2,796人居住在同名中心城镇内。
该市镇是从战前的格拉達查茨市镇根据析出。格拉達查茨市镇的剩余部分隶属于波黑另一实体波黑联邦。市镇名字原本为上扎巴尔（Gornji Žabar），后来根据1833年出生于该镇的空想社会主义代表人物瓦萨·佩拉吉奇的名字而重新命名。

## 人口
|      | 2013年         | 1991年          |
| 总计 | 5,220 (100,0%) | 13,256 (100,0%) |
| 塞族 | 3,330 (63,79%) | 4,634 (34,96%)  |
| 克族 | 1,850 (35,44%) | 7,165 (54,05%)  |
| 其他 | 27 (0,517%)    | 721 (5,439%)    |
| 波族 | 13 (0,249%)    | 736 (5,552%)    |

## 图集

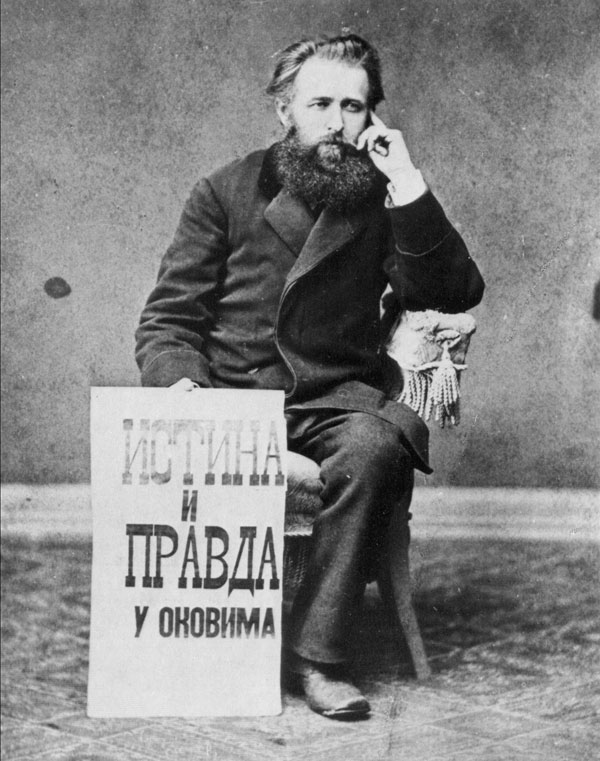
瓦萨·佩拉吉奇